# Paravea
Paravea (en grec antic Παραυαία) era un districte entre l'Epir i Macedònia, situat al nord-est de l'Epir. Afrontava a l'est amb Elimea, al nord amb Dassarètia, a l'oest amb Atintània i al sud amb el país dels molossos. Els seus habitants eren coneguts amb el nom de paraveis, una de les tribus dels thesprotis.
A la meitat del segle iv aC Filip II la va incorporar al Regne de Macedònia, però més tard la regió va ser cedida a Pirros rei de l'Epir l'any 285 aC a canvi de l'ajut epirota al rei Alexandre V de Macedònia contra el seu germà Antípater I de Macedònia.
Va restar en mans de Pirros de l'Epir fins al 272 aC. Després encara la va controlar el seu fill Alexandre II de l'Epir, però finalment va retornar a Macedònia en un moment desconegut; amb els romans formava part de la Tessàlia.